# Szarif Isma’il
Szarif Isma’il (arab. شريف إسماعيل, [ʃæˈɾiːf ʔismæːˈʕiːl] ur. 6 lipca 1955 w Kairze, zm. 4 lutego 2023) – egipski inżynier i polityk, premier Egiptu od 19 września 2015 do 14 czerwca 2018.

## Życiorys
Ukończył studia na Wydziale Inżynierii uniwersytetu Ajn Szams w 1978. Krótko pracował w międzynarodowym koncernie Mobil. Od 1979 pracował w państwowym egipskim przemyśle naftowym.
16 lipca 2013 wszedł do rządu Hazima al-Biblawiego jako minister ropy i surowców mineralnych, utrzymał to stanowisko w rządzie Ibrahima Mahlaba i pełnił do 19 września 2015. 12 września 2015 prezydent Egiptu Abd al-Fattah as-Sisi powierzył mu misję utworzenia nowego rządu.
Jego gabinet został zaprzysiężony 19 września 2015. Weszło do niego siedemnastu ministrów z poprzedniego gabinetu oraz szesnastu nowych polityków.